# بيير مولن
ليوبولد فور (بالفرنسية: Pierre Molaine)‏ والاسم المستعار (الأدبي) له هو بيير مولن، ولد في 29 أبريل 1906 بفوارون (إزار)، وتوفى في 17 أكتوبر 2000 بليون. وهو كاتب فرنسي.